# Слідство ведуть ЗнаТоКі. Втеча
Слідство ведуть знавці. Втеча — радянський детективний телефільм 1973 року з циклу «Слідство ведуть ЗнаТоКі».

## Сюжет
З колонії біжить засуджений за злісне хуліганство Багров. Слідство у його справі вів Знаменський. Багров не закоренілий злочинець, а просто імпульсивна і самолюбна людина невгамовної енергії, до того ж п'яниця, який в хмелю не контролює себе. «Мужик з крутими заносами» — характеризує його Томін. Багров любить свою дружину Майю і при цьому дуже ревнивий. Томіну вдається з'ясувати мотив втечі: інтриган-співтабірник Каліщенко (жив в тому ж містечку, що і Багров) переконав Багрова, що дружина зраджує йому з директором місцевої школи Загорським. Зрозуміло, що Багров з'явиться у своєму провінційному місті Єловську і, ймовірно, буде мстити.
Багров дійсно з'являється в місті, зустрічається з дружиною, після пояснень з нею, починає розуміти, що його обдурили, і вже було вирішує йти здаватися в міліцію, але після зустрічі з дочкою Катею, яка прямо заявляє, що він зіпсував життя і матері, і їй, зривається: напивається, зупиняє на шосе вантажівку, викидає шофера, сідає сам за кермо і їде в сусіднє місто шукати Загорського. Збивши міліціонера-мотоцикліста, Багров забирає його пістолет. Загнаний міліцейською гонитвою, він забирається в якийсь сарай на узбіччі. Томін наодинці йде до нього на переговори, щоб напоумити і переконати здатися. Томін вже майже досягає свого, але втручається випадковість — вітер відчиняє двері сараю. Донезмоги напружений Багров приймає це за початок штурму і стріляє. «Дурень!» — вимовляє Томін, падаючи.
Багров затриманий. Про стан Томіна єловські міліціонери кажуть дуже песимістично; Знаменський на телефонний дзвінок в фіналі реагує, як на трагічну звістку; тим не менш, прямо про загибель Томіна ані слова.

## Ролі та виконавці
- Георгій Мартинюк —  Знаменський
- Леонід Канівський —  Томін
- Ельза Леждей —  Кібріт
- Леонід Марков —  Михайло Терентійович Багров
- Ія Саввіна —  Майя Петрівна Багрова
- Вікторія Салтиковська —  Катя Багрова
- Людмила Богданова —  Олена Романівна Сергєєва, колишня Шахова
- Лев Дуров —  Філіппов
- Микола Пастухов —  заступник начальника єловського РВВС з оперативної роботи Гусєв
- Григорій Лямпе —  Ковальський
- Герман Юшко —  лейтенант
- Олексій Криченков —  Віктор
- Євген Гуров —  старий Полозов
- Геннадій Кринкін —  дільничний інспектор Скалкін
- Євген Бикадоров —  черговий єловського РВВС Сидоров
- Юрій Лихачов —  громадський працівник Капітонов
- Іван Рябінін —  Каліщенко
- Віра Васильєва —  Маргарита Миколаївна Знаменська
- Олександр Макаров —  Льонька Знаменський
- Андрій Цимбал —  оперативник єловського РВВС
- Леонід Персиянінов —  оперативник єловського РВВС
- Л. Шерман —  Загорський
- В. Виноградов —  шофер
- С. Васильєв, Л. Васильєва —  сусіди Томіна
- Ірина Дьоміна —  попутниця Томина в поїзді

## Знімальна група
- Режисер — Юрій Кротенко
- Сценаристи — Олександр Лавров, Ольга Лаврова
- Оператор — Борис Лазарев
- Композитор — Марк Мінков
- Художник — Лариса Мурашко

## Пісні
«А мимо вікон тіні на снігу…» [див. основну статтю].